# Список депутатов Верховного Совета СССР 6-го созыва
Верховный совет СССР VI созыва был избран 18 марта 1962, заседал с 1962 по 1966;
| # А Б В Г Д Е Ё Ж З И К Л М Н О П Р С Т У Ф Х Ц Ч Ш Щ Э Ю Я |

## А
- Абакумова, Зинаида Михайловна
- Абашидзе Ираклий Виссарионович
- Абдразяков Абдулхак Асвянович
- Абдрахманов Барей Абдрахманович
- Абдуллаев Наджмидин Пашаевич
- Абдумомунов Токтоболот
- Абдуразаков Малик Абдуразакович
- Абель, Лидия Фёдоровна
- Абраменко, Мария Степановна
- Абраменкова, Надежда Семёновна
- Абрамов Григорий Григорьевич
- Абрасимов Пётр Андреевич
- Абсалямов Абдурахман Сафиевич
- Абсалямов Хамза Салахетдинович
- Авидзба, Сара Ризовна
- Авраменко Степан Степанович
- Ага Дадаш Кербалай оглы
- Агаева, Шаргия Гаджи-Бала кызы
- Агибалов, Владимир Григорьевич
- Аглиуллин, Минхади Мингалимович
- Адамян, Сурен Арутюнович
- Аджубей Алексей Иванович
- Адомавичюс, Винцас Казевич
- Азан, Владислав Антонович
- Акимов, Пётр Иванович
- Акназаров Зекерия Шарафутдинович
- Акопян, Вануи Арташесовна
- Акулинцев Василий Кузьмич
- Албегов Харитон Андреевич
- Алекперов Алескер Гаджи Ага оглы
- Александров Анатолий Петрович
- Алексеев Дмитрий Фёдорович
- Алексеева Анна Антоновна
- Алиева Самая Дадаш кызы
- Алимханов, Рашидбек Алимханович
- Алиханов Энвер Назарович
- Алмарданова, Шучаат Мамед кызы
- Альбатыров, Максут Уксигалиевич
- Аманова, Акджамал
- Амбарцумян, Виктор Амазаспович
- Амбарцюмян, Эдуард Бахшиевич
- Амиров, Ходжи
- Аммосова, Евдокия Иннокентьевна
- Амосов, Николай Михайлович
- Андреева, Евгения Ивановна
- Андропов, Юрий Владимирович
- Анищенков, Николай Иванович
- Анналиев, Абды Анналиевич
- Аннамухаммедова, Кызылгул
- Анохин, Алексей Иванович
- Антонов, Алексей Иннокентьевич
- Антонов, Алексей Константинович
- Антонов, Борис Яковлевич
- Антонов, Василий Иванович
- Антонов, Олег Константинович
- Антосяк, Георгий Фёдорович
- Апостолюк, Мария Васильевна
- Аракелян, Сократ Вагаршакович
- Арбузов, Александр Ерминингельдович
- Арзуманян, Анушаван Агафонович
- Арифов, Убай
- Арпентий, Георгий Илларионович
- Арстанбеков, Аубакир Абдраимович
- Арутюнян, Нагуш Хачатурович
- Арушанян, Шмавон Минасович
- Архипова, Елена Архиповна
- Архипова, Ирина Константиновна
- Асенова, Райма
- Аскеров, Мамед Гасан оглы
- Астайкин, Иван Павлович
- Асцатрян, Егише Тевосович
- Атаджанов, Джумадурды
- Аулов, Григорий Максимович
- Афанасенко, Евгений Иванович
- Афанасьев, Павел Яковлевич
- Афанасьев, Сергей Александрович
- Афанасьева, Маланья Ефимовна
- Ахмадалиева, Энахон
- Ахматова, Роза Мурадовна
- Ахмедова, Сария Али кызы
- Ахохов Асланби Нахович
- Ахундов, Вели Юсуф оглы
- Ахундова, Халида Хейрулла кызы
- Ахунова, Турсуной
- Ашуров, Иргаш

## Б
- Бабаджанян, Амазасп Хачатурович
- Бабаев, Раман
- Бабаева, Татьяна Фёдоровна
- Бабин, Сергей Иванович
- Бабкин, Александр Петрович
- Багдасарян, Оганес Мнацаканович
- Багдасарян-Сарьян, Гегам Багдасарович
- Багиров, Магаррам Намаз оглы
- Баграмян, Иван Христофорович
- Баджелидзе, Владимир Георгиевич
- Базовский, Владимир Николаевич
- Байгалиев, Рахим Байгалиевич
- Байназарова, Турсын
- Байрамов, Нурберды
- Бакаев, Виктор Георгиевич
- Бакланов, Глеб Владимирович
- Бакрадзе, Георгий Михайлович
- Бакунц, Анаит Михайловна
- Балан, Иван Георгиевич
- Балтагулов, Тюрегельди Балтагулович
- Балтрушайтис, Витаутас Антанович
- Бальжинова, Санжима Очировна
- Бамбушев, Сандже Манджикович
- Баракаева, Шарафат
- Баратова, Нараим
- Бартулис, Антон Петрович
- Барыбина, Татьяна Ивановна
- Басангова, Мария Убушаевна
- Басанцев, Алексей Родионович
- Басиев, Олег Александрович
- Басов, Александр Васильевич
- Батицкий, Павел Фёдорович
- Батов, Павел Иванович
- Батуев, Виталий Платонович
- Батурова, Мария Михайловна
- Батыев, Салих Гилимханович
- Бахирев, Вячеслав Васильевич
- Бачаев, Борис Басангович
- Башков, Николай Иванович
- Баштанар, Любовь Ивановна
- Бгажба, Михаил Тимурович
- Бегленов, Кунияз
- Бегматова, Сакин Бегматовна
- Беданоков, Аскерби Каспотович
- Бедоева, Дарья Хазбиевна
- Безпалко, Александра Иосифовна
- Бейсебаев, Масымхан Бейсебаевич
- Бейшеналиева, Бюбюсара
- Бекаури, Алексей Семёнович
- Бекешева, Клара
- Бекиева, Огулнар
- Беккер, Александр Александрович
- Белицкий, Михаил Иванович
- Белоусов, Василий Афанасьевич
- Беляев, Иван Степанович
- Беляк, Константин Никитович
- Бембинов, Григорий Бадмаевич
- Берзегов, Нух Асланчериевич
- Бещев, Борис Павлович
- Бизяев, Александр Денисович
- Бикбаева, Мафтуха Мусафеевна
- Бирюзов, Сергей Семёнович
- Блохин, Николай Николаевич
- Бободжанов, Абдугафар
- Бобосадыкова, Гулджихон
- Боброва, Нина Дмитриевна
- Богданов, Николай Александрович
- Богомолов, Геннадий Аркадьевич
- Бодамаев, Абдукарим
- Бодюл Иван Иванович
- Божий, Михаил Михайлович
- Бойко, Всеволод Ефимович
- Бойко, Мария Оттовна
- Болбат, Прасковья Лукьяновна
- Болдинова, Матрёна Семёновна
- Болфа, Георгий Трофимович
- Бондаренко, Александр Мефодьевич
- Бордюгов, Константин Андреевич
- Борисов, Александр Фёдорович
- Борисов, Александр Филиппович
- Борисов, Иван Николаевич
- Борисов Семён Захарович
- Борисова Анна Михеевна
- Борисова, Тамара Николаевна
- Бородатов, Александр Архипович
- Бородин, Андрей Михайлович
- Ботан, Скайдрите Яновна
- Ботвинов Александр Игнатович
- Бочарова, Нина Ильинична
- Бочкарёв Александр Панкратьевич
- Брагин, Павел Дмитриевич
- Брангале, Лилия Фрицевна
- Братченко Борис Фёдорович
- Брежнев Леонид Ильич
- Брехов Константин Иванович
- Бровка, Пётр Устинович
- Брынцева, Мария Александровна
- Бубновский Никита Дмитриевич
- Будённый Семён Михайлович
- Бузницкий, Александр Григорьевич
- Буйный, Николай Степанович
- Булгак, Леонид Адамович
- Булгаков Александр Александрович
- Буматов, Турсун
- Бурашников, Борис Филиппович
- Буркацкая, Галина Евгеньевна
- Бурова, Валентина Васильевич
- Бусс Андрей Андреевич
- Бутенко, Григорий Прокофьевич
- Бутома, Борис Евстафьевич
- Бухараева, Тавиля Фаритовна
- Буянин, Пётр Григорьевич
- Буянов, Иван Андреевич
- Буянтуев, Цынгэ Буянтуевич
- Быкова, Римма Михайловна

## В
- Валдов Альфред Янович
- Валиев Курбан Агапович
- Валейская, Пелагея Ермолаевна
- Варенцов Сергей Сергеевич
- Варшицкий, Александр Григорьевич
- Василевская Ванда Львовна
- Васильев, Виктор Иванович
- Васильев, Николай Егорович
- Васильева Евлалия Ивановна
- Васильева, Любовь Викторовна
- Васягин Семён Петрович
- Ватченко Алексей Федосеевич
- Вахабова Уктам Каримовна
- Вахидов, Абдуллажон
- Вахтраорг, Альфред Георгиевич
- Ведоткин, Тыпый Боконович
- Везиров Сулейман Азад оглы
- Веймер Арнольд Тынувич
- Вейнярв, Лайне Аугустовна
- Вершинин, Константин Андреевич
- Вестников Борис Владимирович
- Ветра, Изидор Донатович
- Вечерова Юлия Михайловна
- Видяев, Василий Матвеевич
- Вилцинь Аусма Эйновна
- Винокуров, Владимир Фёдорович
- Виташкевич Александр Никитович
- Виштак Степанида Демидовна
- Вищиникина, Рива Евсеевна
- Власенко, Николай Васильевич
- Волков Александр Петрович
- Волков, Родион Иванович
- Волков, Филипп Яковлевич
- Воловченко Иван Платонович
- Володин Борис Михайлович
- Володова Мария Захаровна
- Воробьёв Андрей Матвеевич
- Воробьёв Георгий Иванович
- Воробьёв Константин Васильевич
- Воробьёв, Николай Семёнович
- Воробьёва, Наталья Илларионовна
- Ворожеин, Леонид Николаевич
- Ворона, Дмитрий Фомич
- Воронецкий, Андрей Максимович
- Воронов, Геннадий Иванович
- Воронцов, Вячеслав Васильевич
- Ворошилов, Климент Ефремович
- Воуба, Александра Чичиковна
- Вшивкова, Зинаида Александровна
- Высочкина, Татьяна Михайловна

## Г
- Габалис, Антанас Антанович
- Габриельянц, Гайк Аветисович
- Гаврилов, Михаил Александрович
- Гаганова Валентина Ивановна
- Гагарин Юрий Алексеевич
- Гагиев, Виталий Ибрагимович
- Гаджиев, Багадур Савалан оглы
- Гадирова, Франгиз Рустам кызы
- Гаевой Антон Иванович
- Газзаев Владимир Исакович
- Гайдимаускас, Еронимас Данелевич
- Гайле, Георгий Иванович
- Гайрбеков Муслим Гайрбекович
- Галаншин Константин Иванович
- Галеева, Минникамал Галеевна
- Галенко Иосиф Афанасьевич
- Галуза, Анна Митрофановна
- Гамзатов Расул Гамзатович
- Гапуров Мухамедназар Гапурович
- Гарбузов Василий Фёдорович
- Гарбузова, Тамара Васильевна
- Гарибджанян, Геворг Багратович
- Гасанова, Замина Гасан кызы
- Гасанова Шамама Махмудали кызы
- Гасанян, Шармах Степановна
- Гаудзей, Хелена Язеповна
- Гелейшвили, Зураб Антонович
- Гелястанов, Махмуд Зулкаевич
- Генералов, Фёдор Степанович
- Георгадзе, Михаил Порфирьевич
- Георгиев, Александр Васильевич
- Герасименко Андрей Степанович
- Герасимов, Константин Михайлович
- Герасимов, Николай Григорьевич
- Гергедава, Зоя Эквтимовна
- Гетман, Андрей Лаврентьевич
- Гечас, Станисловас
- Гимаева, Нурзиган Шайхутдиновна
- Гиталов, Александр Васильевич
- Гладчук, Антонина Фёдоровна
- Глебов-Сорокин, Глеб Павлович
- Глонти, Тамара Ираклиевна
- Гнатович, Михаил Иванович
- Гобеев, Сармат Марзабекович
- Голиков, Филипп Иванович
- Голицына, Елизавета Ивановна
- Головацкий, Николай Никитич
- Головач, Анна Фёдоровна
- Головачёв, Александр Михайлович
- Голубенко, Мария Васильевна
- Гольцов, Анатолий Александрович
- Гонсорунов, Радна Доржиевич
- Гончар Александр Терентьевич
- Гончаренко, Галина Фёдоровна
- Горкин, Александр Фёдорович
- Городовиков, Басан Бадьминович
- Горохова, Мария Павловна
- Горшков, Аким Васильевич
- Горшков, Сергей Георгиевич
- Горюнов, Дмитрий Петрович
- Горячев, Фёдор Степанович
- Гошаев, Гарры
- Градовец, Евгения Игнатьевна
- Графов, Леонид Ефимович
- Грачёв, Василий Васильевич
- Гречко, Андрей Антонович
- Грибков, Михаил Петрович
- Григорьев, Георгий Иванович
- Григорьев, Григорий Савельевич
- Григорьев, Пётр Михайлович
- Григорян, Нурвард Осиповна
- Григорян, Омар Мехакович
- Гринь, Михаил Петрович
- Гришин, Василий Прохорович
- Гришин, Виктор Васильевич
- Гришин, Константин Николаевич
- Гришманов, Иван Александрович
- Громов, Анатолий Александрович
- Громыко, Андрей Андреевич
- Гросул, Яким Сергеевич
- Грошев, Пётр Павлович
- Груздев, Александр Александрович
- Грушецкий, Иван Самойлович
- Гульджашов, Абды
- Гуменюк, Мария Степановна
- Гуппоева, Маймулат Шииховна
- Гурба, Виктор Васильевич
- Гуртовой, Тимофей Иванович
- Гусаковский, Иосиф Ираклиевич
- Гусейнов, Бала Гусейн Имам Гули оглы
- Гусейнов, Имам Гюлали оглы
- Гусейнов, Мехти Али оглы
- Гусейнов, Рамазан Садых оглы
- Густов, Иван Степанович

## Д
- Давитадзе, Леван Михайлович
- Давыдов, Александр Викторович
- Дадашев, Кудрат Кулиевич
- Даниялов Абдурахман Даниялович
- Данковцев, Александр Георгиевич
- Данченко, Алексей Евгеньевич
- Дауленов Салькен Дауленович
- Дворецкий, Бернад Николаевич
- Дегтярёв, Владимир Иванович
- Дедюкин, Михаил Николаевич
- Дементьев, Пётр Васильевич
- Демиденко Ефросиния Афанасьевна
- Дёмин, Иван Михайлович
- Дёмина, Елена Алексеевна
- Демичев, Пётр Нилович
- Демченко, Пётр Гаврилович
- Денисенко, Алексей Иванович
- Денисенков, Иван Антонович
- Денисов Георгий Яковлевич
- Денисова, Мария Андреевна
- Денисова Ольга Денисовна
- Денщикова, Дина Михайловна
- Дербина, Нина Ивановна
- Дервоед, Ольга Семёновна
- Деркач, Мария Афанасьевна
- Джавахишвили Гиви Дмитриевич
- Джавов Гризи
- Джалалов, Маннап
- Джапаридзе, Медея Валериановна
- Джафаров, Акиф Аллахярович
- Джаши, Валентин Северьянович
- Джебраилова, Нурия Узеир кызы
- Джуманиязова, Айша
- Джусупова, Анипа
- Дзидзария, Георгий Алексеевич
- Дзнеладзе, Лейла Сердаловна
- Дзоценидзе Георгий Самсонович
- Дикун, Иван Кузьмич
- Диордица, Александр Филиппович
- Диржинскайте-Пилюшенко, Леокадия Юозовна
- Дмитрин, Александр Григорьевич
- Довгопол Виталий Иванович
- Довженко, Анна Денисовна
- Довжик Михаил Егорович
- Долгая, Мария Леонтьевна
- Долгов, Михаил Герасимович
- Долгова, Полина Фёдоровна
- Долинюк, Евгения Алексеевна
- Долчанмаа Бай-Кара Шожульбеевна
- Доманин, Александр Фёдорович
- Дорохов Роман Александрович
- Дорошенко, Пётр Емельянович
- Дробнис, Александрас Антанович
- Дрозденко Василий Иванович
- Дружинин, Владимир Николаевич
- Дрыгин Анатолий Семёнович
- Дубина, Галина Михайловна
- Дубинин, Виталий Иванович
- Дубровин, Геннадий Степанович
- Дугашвили, Парнаоз Сардионович
- Дудин, Юрий Иванович
- Дурдыев, Абаджан
- Дутышева, Екатерина Васильевна
- Дыгай, Николай Александрович
- Дымшиц Вениамин Эммануилович
- Дыньков, Пётр Мартынович
- Дыхнов Николай Васильевич
- Дьеур, Михаил Филиппович
- Дюмина, Анна Ивановна

## Е
- Евсеенко Михаил Андрианович
- Егоркин, Николай Иванович
- Егоров Вениамин Васильевич
- Егоров, Иван Петрович
- Егорычев Николай Григорьевич
- Егошина, Валентина Фёдоровна
- Елизарова, Прасковья Васильевна
- Елистратов Пётр Матвеевич
- Елышева, Раиса Трофимовна
- Елютин Вячеслав Петрович
- Емельянов, Андрей Архипович
- Енютин Георгий Васильевич
- Еремеева Раиса Макаровна
- Ерёменко Андрей Иванович
- Ержанова Закира
- Ерлаков Анатолий Сергеевич
- Ермин Лев Борисович
- Ефимов Павел Иванович
- Ефремов Леонид Николаевич
- Ефремов Михаил Тимофеевич
- Ефремов, Степан Андрианович
- Ефремова, Валентина Кирилловна
- Ечибесова, Нина Окчиновна
- Ешимбетов Давлет

## Ж
- Жаныбаева, Маруса
- Жапаров, Казбек
- Жаркова, Анастасия Григорьевна
- Жаровцев, Василий Михайлович
- Жданов, Леонид Афанасьевич
- Жигалин, Владимир Фёдорович
- Жигунов, Николай Михайлович
- Жижин, Анатолий Михеевич
- Жирнова, Мария Ивановна
- Жмаева, Мария Тимофеевна
- Жоржолиани, Александра Моисеевна
- Жудро, Владимир Константинович
- Жукаускас, Альгирдас Альфонсович
- Жуков, Георгий Александрович
- Жульдина, Зайтуна Фатыховна
- Жунку, Евгения Исидоровна
- Журавлёва, Валентина Михайловна
- Журин, Николай Иванович

## З
- Заботина, Зинаида Ивановна
- Забалуев, Валентин Трофимович
- Загафуранов, Файзрахман Загафуранович
- Заглубоцкая, Мария Ивановна
- Задорожный, Иван Акимович
- Зайнашев, Узбек Назихович
- Зайцева, Валентина Ивановна
- Зайцева, Мария Николаевна
- Закутная, Евгения Григорьевна
- Заметин, Иван Ильич
- Замура, Иван Лазаревич
- Зарипова, Низорамо
- Заробян, Яков Никитович
- Зарубин, Александр Васильевич
- Засядько, Александр Фёдорович
- Захаров, Матвей Васильевич
- Захаров, Николай Афанасьевич
- Захарова, Мария Дорофеевна
- Захарченко, Владимир Семёнович
- Звайгзне, Дзинтар Янович
- Здешнев, Владимир Дмитриевич
- Землянский, Иван Федотович
- Зиатдинов, Мухамет Зиатдинович
- Зиборева, Валентина Ивановна
- Зимин, Георгий Васильевич
- Зимина, Валентина Васильевна
- Зитманис, Август Карлович
- Злобин, Николай Сергеевич
- Золотухин, Григорий Сергеевич
- Зотов, Василий Петрович
- Зубарев, Геннадий Васильевич
- Зубкова, Валентина Михайловна

## И
- Ибрагимов Али Измаилович
- Ибрагимов Гаджи Ага Халил оглы
- Ибрагимов Мирзаолим Ибрагимович
- Иванов Василий Александрович
- Иванов Владимир Дмитриевич
- Иванов, Евгений Геннадиевич
- Иванов, Илья Павлович
- Иванов Павел Андреевич
- Иванов, Тихон Григорьевич
- Иванова, Анна Ивановна
- Иващенко Александр Венедиктович
- Иващенко Ольга Ильинична
- Ивкина Анна Фёдоровна
- Игнатов Николай Григорьевич
- Игнатов Николай Фёдорович
- Игнатьев Павел Николаевич
- Игонина, Галина Сергеевна
- Игошин, Иван Филиппович
- Икомасов Анатолий Константинович
- Илик, Валентина Васильевна
- Ильичёв Леонид Фёдорович
- Ильницкий Юрий Васильевич
- Ильюшин Сергей Владимирович
- Ильясова, Джансары
- Имралиев Сардар Мамед оглы
- Инаури Алексей Николаевич
- Ионенков, Геннадий Иванович
- Иохансон, Миральда Густавовна
- Иргашев Хидир-Али
- Исаев Анатолий Иванович
- Исакова Рабият Рамазановна
- Искендеров Мамед Абдул оглы
- Ислюков Семён Матвеевич
- Исмагулов Нариман Газизович
- Исмаилов Толесун
- Ишанкулиев Астан

## К
- Кабалоев Билар Емазаевич
- Кавун Василий Михайлович
- Кагерманов Алхазур Денаевич
- Кадагидзе Григорий Ильич
- Казаков Михаил Ильич
- Казанец Иван Павлович
- Казиева Захра Керим кызы
- Казмирчук, Владимир Дмитриевич
- Казнов Фёдор Васильевич
- Каирбекова, Камария Каирбековна
- Каиров Иван Андреевич
- Кайрис Ксаверас Костович
- Кайтуков Темболат Темурович
- Каландаров Анвар
- Калачёв, Николай Фёдорович
- Калачёва, Валентина Сергеевна
- Калачик Владимир Михайлович
- Калашникова, Екатерина Семёновна
- Калинченко, Фёдора Ивановна
- Калита Фёдор Илларионович
- Каллион, Малл Иоханнесовна
- Калмыков Валерий Дмитриевич
- Калнберзин Ян Эдуардович
- Кальченко Никифор Тимофеевич
- Кальченко Степан Власович
- Калюгин, Дмитрий Яковлевич
- Камалов Каллибек
- Канаева, Екатерина Филипповна
- Кандалинцев, Гаврил Дементьевич
- Кандренков Андрей Андреевич
- Капитонов Иван Васильевич
- Капленко Василий Фёдорович
- Караев Кара Абульфаз оглы
- Каракеев Курман-Гали
- Каралене, Гене Юозовна
- Карачан Ева Романовна
- Каргин Алексей Георгиевич
- Каргополов Виктор Алексеевич
- Кардапольцев Александр Васильевич
- Кардаш, Татьяна Васильевна
- Кардашёв Александр Васильевич
- Карепин, Алексей Петрович
- Карлов Владимир Алексеевич
- Карпенко Михаил Ильич
- Карпенко Михаил Пантелеевич
- Карпучок, Розалия Кононовна
- Картавых Александр Григорьевич
- Касараускене, Фелиция Антановна
- Касатонов Владимир Афанасьевич
- Касенова, Кайныш
- Касимова, Узлипат Магомедалиевна
- Касумов, Кафур Абиль Касим оглы
- Касымов Алибай
- Касымова Адолат Тимуровна
- Катамадзе, Дарико Александровна
- Кафтанников, Георгий Васильевич
- Кахаров Абдулахад Кахарович
- Кашина, Антонина Алексеевна
- Кварцхава, Акакий Константинович
- Квициния, Юрий Тариелович
- Кекелева, Лидия Сафроновна
- Келдыш Мстислав Всеволодович
- Кенжалин, Сертай
- Керене, Мария Ионовна
- Киндикбаева, Мериварт
- Кипкеев Курман-Али Рамазанович
- Киренский Леонид Васильевич
- Кириленко Андрей Павлович
- Кириллин Владимир Алексеевич
- Кириллов, Николай Кириллович
- Кириллов Николай Кузьмич
- Кирилюк Николай Петрович
- Кирюшин Алексей Дмитриевич
- Киселёв Тихон Яковлевич
- Китаев Борис Михайлович
- Клаусон Вальтер Иванович
- Клемент, Фёдор Дмитриевич
- Клименко, Василий Константинович
- Климков, Пётр Дмитриевич
- Климов, Иван Фролович
- Климова, Анна Александровна
- Кнутова, Евстолия Денисовна
- Князев, Сергей Львович
- Кобаидзе, Арсен Алексеевич
- Кобахидзе, Леван Васильевич
- Кобахидзе, Шота Семёнович
- Коваленко, Александр Власович
- Коваль, Иван Григорьевич
- Кованов, Павел Васильевич
- Ковпак, Сидор Артёмович
- Кодица, Иван Сергеевич
- Кожевников, Евгений Фёдорович
- Кожокарь, Николай Петрович
- Козлов, Василий Иванович
- Козлов, Григорий Иванович
- Козлов, Пётр Алексеевич
- Козлов, Фрол Романович
- Козуб, Антонина Митрофановна
- Козырь, Павел Пантелеевич
- Кокарев, Александр Акимович
- Колганов, Илья Арсентьевич
- Колесников, Александр Александрович
- Колесников Пётр Кондратьевич
- Колесникова, Тамара Ивановна
- Колесов, Николай Саввич
- Коломиец, Фёдор Степанович
- Коломойченко, Владимир Остапович
- Колпакова, Анна Фёдоровна
- Колчина, Ольга Павловна
- Команенко, Михаил Дмитриевич
- Комаров, Владимир Николаевич
- Комарова, Домна Павловна
- Комиссарова, Александра Фёдоровна
- Компанеец, Пелагея Ивановна
- Комяхов, Василий Григорьевич
- Кондратьев, Григорий Иванович
- Конев, Иван Степанович
- Коновалов, Илья Григорьевич
- Коновалов, Николай Семёнович
- Коновалова Лидия Васильевна
- Конотоп, Василий Иванович
- Копыльченко, Константин Пименович
- Копысова, Клавдия Васильевна
- Корепанова, Антонида Артемьевна
- Корнейчук, Александр Евдокимович
- Корниец, Леонид Романович
- Корнилова, Валентина Фёдоровна
- Коробанов, Сергей Михайлович
- Королёв, Борис Алексеевич
- Королёва, Тамара Алексеевна
- Короткая, Валентина Прокофьевна
- Коротченко, Демьян Сергеевич
- Кортс, Эльмар Юлиусович
- Кортунов, Алексей Кириллович
- Корытков, Николай Гаврилович
- Косолапов, Анатолий Иванович
- Коспанов, Шапет Коспанович
- Костоусов, Анатолий Иванович
- Косыгин, Алексей Николаевич
- Косякова, Нина Григорьевна
- Котов, Иван Иванович
- Кочаа, Шыдыраа Хомушкуевич
- Кочарян, Карлен Самвелович
- Кочергина, Елена Еремеевна
- Кочинян, Антон Ервандович
- Кочубей, Антон Самойлович
- Кошевой, Пётр Кириллович
- Кошелев, Евгений Александрович
- Кошут, Мария Васильевна
- Кравченко Николай Иванович
- Кравченко Николай Иванович
- Краева, Валентина Николаевна
- Красикова, Александра Егоровна
- Краснобаев, Нил Иванович
- Краснова, Нина Степановна
- Кратенко, Иван Маркович
- Крахмалёв Михаил Константинович
- Крейзер Яков Григорьевич
- Крицун, Михаил Антонович
- Крылов Николай Иванович
- Куашева, Лера Исмаиловна
- Кувыкин Степан Иванович
- Кужугет, Эртине Апаноолович
- Кузеванова, Анна Ильинична
- Кузнецов Василий Васильевич
- Кузнецов, Иван Сергеевич
- Кузьмин, Валентин Васильевич
- Кузьмич, Антон Саввич
- Куксенок, Евгения Дмитриевна
- Кукурник, Нина Григорьевна
- Кулаков Фёдор Давидович
- Кулатов Турабай Кулатович
- Кулёмина, Евдокия Андреевна
- Кулиева, Малейка Салман кызы
- Кулик, Борис Федотович
- Кулик, Георгий Тарасович
- Кулматов, Кенеш
- Кульвец, Павел Александрович
- Кулюк, Леонид Фёдорович
- Кумуков, Магомет Салихович
- Кунаев Динмухамед Ахмедович
- Купревич, Василий Феофилович
- Купцова, Галина Владимировна
- Курашов Сергей Владимирович
- Курбанов, Джумамурад
- Курбанов Рахманкул Курбанович
- Курбанова, Хаваят Гаджи кызы
- Курилов, Юрий Иванович
- Кусиева, Зайдат Магомедовна
- Куусеокс, Велли-Аугусте Карловна
- Куусинен Отто Вильгельмович
- Кууск, Хельмут Куставович
- Кучава, Митрофан Ионович
- Кучеренко, Владимир Алексеевич
- Кучумов Павел Сергеевич
- Кушакова, Зинаида Алексеевна
- Куштанова, Раиса Николаевна
- Кэбин Йоханнес Густавович

## Л
- Лаврентьев, Михаил Алексеевич
- Лавриненко, Николай Григорьевич
- Лагадзе, Тамара Николаевна
- Лазебный, Николай Семёнович
- Лазуренко, Михаил Константинович
- Лакоя, Владимир Антонович
- Ламочкин, Герман Иннокентьевич
- Лапин, Владимир Христофорович
- Левицкас, Чесловас Ионович
- Легавец, Иосиф Сильвестрович
- Ледков, Николай Егорович
- Леин, Вольдемар Петрович
- Лелашвили, Михаил Михайлович
- Лелюшенко, Дмитрий Данилович
- Ленцман, Леонид Николаевич
- Леонов, Леонид Максимович
- Леонов, Павел Артемович
- Лесечко, Михаил Авксентьевич
- Ли, Любовь
- Линкевичене, Алдона Стасевна
- Линховоин, Лхасаран Лодонович
- Лисичников, Алексей Георгиевич
- Лисняк, Павел Яковлевич
- Личук, Юстин Тодорович
- Лобанок, Владимир Елисеевич
- Лобанцов, Марк Фёдорович
- Лозовик, Раиса Тимофеевна
- Ломако, Илья Павлович
- Ломако, Пётр Фадеевич
- Лощенков, Фёдор Иванович
- Лубенников, Леонид Игнатьевич
- Лукич, Леонид Ефимович
- Лукошенко, Мария Иосифовна
- Лукьяненко, Екатерина Денисовна
- Лукьяненко, Павел Пантелеймонович
- Лукьянов, Василий Антонович
- Лукьянов, Владимир Николаевич
- Лутак, Иван Кондратьевич
- Луцык, Анастасия Николаевна
- Лыжин, Николай Михайлович
- Лысенко, Трофим Денисович
- Лысенко, Яков Иванович
- Любина, Анна Семёновна
- Любченко Любовь Андреевна
- Лютаева, Юлия Ивановна
- Ляшко, Александр Павлович

## М
- Магомадов, Мухади
- Магомаева, Зайнаб Шахрудиновна
- Мажиев, Бальжинима
- Мазаиров, Нозирбой
- Мазур, Артём Андреевич
- Мазур, Мария Николаевна
- Мазуров,Кирилл Трофимович
- Макаров Александр Максимович
- Макаров, Виктор Иванович
- Макаров, Иван Николаевич
- Малеев, Владимир Михайлович
- Малин, Владимир Никифорович
- Малинин, Сергей Николаевич
- Малиновский Родион Яковлевич
- Малунцев, Александр Моисеевич
- Мальбахов Тимбора Кубатиевич
- Мамадшоева, Зинатмо
- Мамай, Николай Яковлевич
- Мамаков, Сергей Михайлович
- Мамбетов Болот Мамбетович
- Мамджанова, Ойимнисо
- Мамедов, Нусрат Худи оглы
- Мамонтов, Степан Андреевич
- Манджиев, Михаил Сарангович
- Маннов, Рудольф Густавович
- Манукян, Джульетта Оганесовна
- Манюшис Иосиф Антонович
- Манякин Сергей Иосифович
- Маркелов, Михаил Николаевич
- Маркина, Варвара Егоровна
- Марков, Борис Семёнович
- Мартынов, Николай Васильевич
- Мартынов, Фёдор Игнатьевич
- Марченко Иван Тихонович
- Марченко, Таисия Елисеевна
- Маскаева, Анисия Семёновна
- Мастеров, Александр Михайлович
- Матанская, Мария Фёдоровна
- Маткаримова, Айсултан
- Матулис, Юозас Юозович
- Матюшевский, Константин Викентьевич
- Махмадалиев, Мирали
- Махмудов Арзи
- Махмудов Насыр
- Махнева, Александра Архиповна
- Мацкевич Владимир Владимирович
- Мачавариани, Алексей Давидович
- Машталир, Анна Михайловна
- Меглакелидзе, Нази Исаковна
- Меднис, Марта Петровна
- Межелайтис, Эдуардас Беньяминович
- Мезенцев, Назар Федотович
- Мейстер, Виктор Антонович
- Меккиев, Николай Иванович
- Меладзе, Александр Эрастович
- Меладзе, Нора Ильинична
- Мелентьев Лев Александрович
- Мельник, Григорий Андреевич
- Мельников, Николай Афанасьевич
- Мельников, Николай Васильевич
- Мельникова, Лидия Фёдоровна
- Мельничук Юрий Степанович
- Мендуме Михаил Клаевич
- Меньшиков, Николай Иванович
- Мещерякова, Татьяна Васильевна
- Мжаванадзе Василий Павлович
- Мигунова, Клавдия Стратоновна
- Миквабия, Ладико Бидович
- Микоян Анастас Иванович
- Микоян Артем Иванович
- Миликулова, Угулой
- Милицкий, Сергей Григорьевич
- Минченко, Александр Фёдорович
- Миронов, Николай Романович
- Мирошниченко, Николай Егорович
- Мисюк, Надежда Иосифовна
- Михайлов, Владимир Михайлович
- Михайлов, Иван Ефимович
- Михайлов, Леонид Хрисанфович
- Михайлова, Татьяна Алексеевна
- Михальчук, Валентина Петровна
- Михеев, Алексей Кириллович
- Мицкевич, Владимир Фёдорович
- Мишланов Аркадий Ильич
- Мовсесян, Сурен Амбарцумович
- Мовсумова, Шамама Магеррам кызы
- Модогоев Андрей Урупхеевич
- Моллаева, Майя
- Молчанинов Иван Ильич
- Молюшкин, Александр Фёдорович
- Момбекова, Ирис
- Монашев Леонид Гаврилович
- Морозов Пётр Иванович
- Морозов, Пётр Фёдорович
- Морозова, Нина Николаевна
- Москаленко Кирилл Семёнович
- Мотякова, Георгина Павловна
- Мочалин, Лев Сергеевич
- Мошнин, Юрий Константинович
- Музыка, Людмила Ананьевна
- Муминов, Кабылджан
- Муравьёва, Нонна Александровна
- Мурадян, Бадал Амаякович
- Мурадян, Таня Гайковна
- Мурзабулатов, Салават Бариевич
- Муртазаев, Каюм
- Муртазаев, Садых Наби оглы
- Мурысев, Александр Сергеевич
- Мусабекова, Умниса Сулейман кызы
- Мустафин, Габиден
- Мусхелишвили, Николай Иванович
- Мухаметшина, Фавзия Галимулловна
- Мухина, Екатерина Григорьевна
- Мухтаруллин, Исламгали Мухтаруллович
- Мыканова Кайша
- Мюрисепп, Алексей Александрович
- Мясищев, Владимир Михайлович
- Мясников, Александр Николаевич
- Мясникова, Зинаида Николаевна

## Н
- Набура, Павел Федотович
- Наваяускас, Мечисловас Ионович
- Наджафов, Саттар Акпер оглы
- Надточий Михаил Фомич
- Нажа, Анастасия Гордеевна
- Нажесткин, Иван Макарович
- Найдек Леонтий Иванович
- Найманова, Менжамал Сыздыковна
- Наймушин, Георгий Фёдорович
- Наливайко, Георгий Антонович
- Нанобашвили, Елена Михайловна
- Насриддинов, Фатидин
- Насриддинова Ядгар Садыковна
- Насруллаев Насрулла Идаят оглы
- Настенко, Алексей Максимович
- Настова, Александра Ивановна
- Науменко, Андрей Михайлович
- Невидомский, Александр Егорович
- Недоленко, Иван Яковлевич
- Неклюдов, Алексей Иванович
- Непсо, Хаджет Салиховна
- Нехорошков, Аркадий Павлович
- Нечитайло, Василий Андреевич
- Никитина, Татьяна Алексеевна
- Никитченко, Виталий Федотович
- Николаев Константин Кузьмич
- Николаева, Валентина Николаевна
- Николаева, Галина Васильевна
- Николаева, Татьяна Николаевна
- Никонов Виктор Петрович
- Никонова, Римма Фёдоровна
- Ничипорук, Любовь Лукьяновна
- Ниязбеков Сабир Билялович
- Новиков, Александр Григорьевич
- Новиков Владимир Николаевич
- Новиков Игнатий Трофимович
- Новиков Константин Александрович
- Новиков Семён Михайлович
- Новикова, Надежда Ивановна
- Новикова, Тамара Николаевна
- Новичков, Виктор Емельянович
- Носиловский, Антон Брониславович
- Носкова, Парасковья Евсеевна
- Нурбаганова, Зубай Нурбагановна
- Нуриев Зия Нуриевич
- Нурутдинов Сиродж
- Нутэтэгрынэ, Анна Дмитриевна

## О
- Оболенский Николай Александрович
- Объедков Иван Фаддеевич
- Овезов Балыш Овезович
- Овсянников, Демьян Васильевич
- Оганесян, Ефрем Аветисович
- Оладько, Анна Саввична
- Олейников, Виктор Степанович
- Ольшанский, Михаил Александрович
- Ониашвили, Отар Давидович
- Органов Николай Николаевич
- Орёл, Александр Евстафьевич
- Орлов, Георгий Михайлович
- Орлов Михаил Анатольевич
- Орлова, Ольга Антоновна
- Орловский, Кирилл Прокофьевич
- Осипов Георгий Иванович
- Осипова, Евдокия Алексеевна
- Оясаар, Надежда

## П
- Павленко Мелания Григорьевна
- Павлов, Владимир Васильевич
- Павлов Георгий Сергеевич
- Павлов Сергей Павлович
- Павловский Иван Григорьевич
- Палецкис Юстас Игнович
- Панахов, Гаджи Мурад Ширали оглы
- Панев Зосима Васильевич
- Паноян, Вазген Мнацаканович
- Панцулая Амиран Соломонович
- Панькин Иван Степанович
- Папинашвили Василий Александрович
- Парфёнов, Александр Иванович
- Пасека Ольга Михайловна
- Пасечников, Пётр Лукьянович
- Паскарь Пётр Андреевич
- Патоличев Николай Семёнович
- Патон Борис Евгеньевич
- Пахомов Александр Афанасьевич
- Паштукас, Альгис-Ионас Владиславович
- Пащенко, Александра Филипповна
- Паяуене, Алесе Стасиовна
- Пейве Ян Вольдемарович
- Пельше Арвид Янович
- Пеньковский, Валентин Антонович
- Первицкий, Владимир Яковлевич
- Перебейнос, Владимир Дмитриевич
- Переверзев, Пётр Семёнович
- Перминов, Василий Васильевич
- Пестов, Николай Дмитриевич
- Петращук, Мария Танасьевна
- Петрищева, Валентина Михайловна
- Петров, Иван Фёдорович
- Петрова, Зинаида Николаевна
- Петровский Борис Васильевич
- Петровский, Иван Георгиевич
- Петросян, Астхик Петросовна
- Петросян, Геворк Артушевич
- Петросян, Сурен Мартиросович
- Петросян, Эмма Арсеньевна
- Петухов Борис Фёдорович
- Пилипенко, Раиса Матвеевна
- Пилипчук, Николай Иванович
- Пименов, Михаил Александрович
- Питра, Юрий Юрьевич
- Пищулин, Дмитрий Иванович
- Плауде, Карл Карлович
- Плиев Исса Александрович
- Побережник, Евгений Иванович
- Подгорный Николай Викторович
- Подопригора, Владимир Митрофанович
- Поздеев, Василий Иванович
- Покрышкин Александр Иванович
- Полёхин, Михаил Арсентьевич
- Поликарпов, Дмитрий Алексеевич
- Полимбетов Сейтжан
- Поляков Иван Евтеевич
- Полянский Дмитрий Степанович
- Помырляну, Фёдор Георгиевич
- Пономарёв Борис Николаевич
- Пономарёв, Григорий Григорьевич
- Пономарёв Михаил Александрович
- Попов, Александр Александрович
- Попов, Анатолий Яковлевич
- Попов Борис Вениаминович
- Попов, Геннадий Иванович
- Попов Георгий Иванович
- Попов Маркиан Михайлович
- Попова Нина Васильевна
- Посмитный, Макар Анисимович
- Посохин Михаил Васильевич
- Поспелов Пётр Николаевич
- Потапова, Екатерина Антоновна
- Починкова, Лидия Ивановна
- Пошкайтите, Алдона Антановна
- Приеде, Аусма Кришевна
- Притыцкий Сергей Осипович
- Прокконен Павел Степанович
- Прокоп, Мелания Павловна
- Промыслов Владимир Фёдорович
- Просвирова, Домна Ивановна
- Проскурняк, Анна Ивановна
- Пруидзе, Реваз Яковлевич
- Псурцев Николай Демьянович
- Пузиков Сергей Тимофеевич
- Пулатов Сайфулло
- Путик, Владимир Константинович
- Пушкарёва, Зоя Васильевна
- Пшеничная, Людмила Тимофеевна
- Пысин Константин Георгиевич
- Пыхтина, Александра Трофимовна
- Пянзин, Николай Семёнович

## Р
- Радченко Терентий Терентьевич
- Разборский Александр Андреевич
- Разгуляева Светлана Владимировна
- Разинкин Владимир Григорьевич
- Рамазанов, Гилемдар Зигандарович
- Рандакявичюс, Альфонсас Бернардович
- Растягаев, Владимир Иванович
- Расулов, Асо
- Расулов Джабар Расулович
- Рахимбабаева, Захра
- Рахимов, Мардон
- Рахимова, Раиса Абдувалиевна
- Рахматов Мирзо
- Рашидов Шараф Рашидович
- Рашкулев, Дмитрий Харлампьевич
- Регида, Иван Фёдорович
- Реимова, Розыгуль
- Ризаев Ахмадали
- Ризаев, Межмедин Челебович
- Роганова, Лидия Пантелеевна
- Рогачёва, Ангелина Елизаровна
- Роговцева, Валентина Стефановна
- Родионов Николай Николаевич
- Рожко, Алексей Прокофьевич
- Розенко Пётр Акимович
- Рокоссовский Константин Константинович
- Романов Алексей Владимирович
- Романченко, Елена Фёдоровна
- Рубахова, Зинаида Тимофеевна
- Рубен Виталий Петрович
- Рубис, Пётр Ефимович
- Рудаков Александр Петрович
- Руденко Роман Андреевич
- Руденко Сергей Игнатьевич
- Руднев, Константин Николаевич
- Ружицкая, Лидия Владимировна
- Русаков, Николай Николаевич
- Рухлядева, Александра Ивановна
- Рушкова, Любовь Петровна
- Рыльский, Максим Фадеевич
- Рыспаев, Барпы
- Рябиков, Василий Михайлович
- Рябцовский, Иосиф Григорьевич
- Рязанцева, Вера Степановна

## С
- Саадинов, Сали
- Сабиева, Маржииат Муридовна
- Сабирьянова, Роза Ахметовна
- Саввинов, Егор Гаврилович
- Савельев, Анатолий Ефимович
- Савицкая, Людмила Александровна
- Савицкий Евгений Яковлевич
- Сагинтаев, Абдир
- Садыбакасов, Кемель Аманович
- Садыков, Батырбек
- Садыхов, Рза Наджаф Кули оглы
- Салам-заде, Мина Юсуф кызы
- Салтан, Иван Иванович
- Саматов, Абдугафур
- Самедов, Абдул Мамин Рахман оглы
- Самоделов, Виктор Петрович
- Самухин, Николай Андреевич
- Сапаров, Мамедгулы
- Сапунов, Пётр Егорович
- Сарвилин, Николай Герасимович
- Саргсян, Седа Апетбвна
- Саримсаков, Узакбай Саримсакович
- Саркисян, Сирануш Асаковна
- Сарсенова, Нурбике
- Сартбаев, Рахматалы
- Сатпаев, Каныш Имантаевич
- Сатюков Павел Алексеевич
- Саух, Ефросиния Архиповна
- Сафиева, Озода
- Сафина, Фарида Кашафовна
- Саюшев, Вадим Аркадьевич
- Светличный, Владимир Андреевич
- Свирская, Александра Ивановна
- Селецкий, Георгий Андреевич
- Семёнов Иван Михайлович
- Семёнов, Николай Николаевич
- Сёмин, Алексей Кузьмич
- Семичастный Владимир Ефимович
- Сенин, Иван Семёнович
- Сенькин Иван Ильич
- Сепей, Монгуш Баировна
- Сердюк Зиновий Тимофеевич
- Серебряков, Иван Иосифович
- Сивак, Борис Гордеевич
- Сидак, Ростислав Никитович
- Сидоренко, Борис Никифорович
- Сизов, Геннадий Фёдорович
- Силин, Василий Никитич
- Сиников, Андрей Алексеевич
- Синица Михаил Сафронович
- Синицын Иван Флегонтович
- Сирадзе, Виктория Моисеевна
- Сиренко, Таисия Васильевна
- Скаба, Андрей Данилович
- Скабицкайте, Аиицета Антановна
- Скачков Семён Андреевич
- Скидан, Елизавета Фёдоровна
- Склифос, Анисья Деонисьевна
- Скобельцын Дмитрий Владимирович
- Скориков Иван Сергеевич
- Скочилов Анатолий Андрианович
- Скрипко Николай Семёнович
- Скрябин Владимир Владимирович
- Скулков Игорь Петрович
- Славский Ефим Павлович
- Слипинь, Дзидра Карловна
- Смирнов Александр Иванович
- Смирнов, Алексей Алексеевич
- Смирнов, Владимир Иванович
- Смирнов Леонид Васильевич
- Смирнов Михаил Анатольевич
- Смирнов Николай Иванович
- Смирнов Николай Иванович
- Смирнова, Анна Максимовна
- Смирнова, Дарья Павловна
- Смуул, Йоханнес Юрьевич
- Снечкус, Антанас Юозович
- Соболев, Леонид Сергеевич
- Соболь, Николай Александрович
- Соич, Олег Владиславович
- Соколов, Тихон Иванович
- Соколовский, Василий Данилович
- Соловьёв, Евгений Павлович
- Соловьёв, Леонид Николаевич
- Соломенцев, Михаил Сергеевич
- Сомова, Раиса Фёдоровна
- Сонг, Лембит Иоханнесович
- Сонин, Георгий Иванович
- Сорочан, Евгения Григорьевна
- Сотников, Владимир Петрович
- Сотников, Николай Владимирович
- Сохбетов, Осман
- Спивак, Ева Павловна
- Спиридонов, Иван Васильевич
- Спирина, Тамара Григорьевна
- Старенько, Валентина Денисовна
- Старкин, Иван Тимофеевич
- Старовский, Владимир Никонович
- Старостин, Василий Иванович
- Стафийчук, Иван Иосифович
- Стельмах, Михаил Афанасьевич
- Степанов, Георгий Сергеевич
- Степанов, Николай Тимофеевич
- Степанов Сергей Александрович
- Степченко, Фёдор Петрович
- Стефаник, Семён Васильевич
- Стецко, Василий Иванович
- Стешенко, Александра Павловна
- Страутиньш, Карл Карлович
- Стрижов, Борис Васильевич
- Стрюк, Мария Денисовна
- Стумбре, Бригита Николаевна
- Стученко, Андрей Трофимович
- Судец, Владимир Александрович
- Сунгуров, Сунгур Омарович
- Сунина, Зоя Гавриловна
- Сурганов, Фёдор Анисимович
- Сурков, Алексей Александрович
- Сурманидзе, Найме Аслановна
- Суродеев, Николай Максимович
- Суслов, Михаил Андреевич
- Сухов, Валентин Михайлович
- Сухой, Павел Осипович
- Суюмбаев, Ахматбек Суттубаевич
- Сычёва, Елена Павловна

## Т
- Табеев, Фикрят Ахмеджанович
- Таирова, Хамра Заировна
- Талыбова, Бахар Магеррам кызы
- Тамдын-оол, Василий Санмаевич
- Таран, Павел Афанасьевич
- Таранушич, Неонила Ивановна
- Таранько, Александра Порфирьевна
- Тарасов, Александр Михайлович
- Тарасов, Виктор Иванович
- Тараторина, Александра Николаевна
- Тартыкова, Ольга Ивановна
- Тарчоков, Камбулат Кицуевич
- Татаринцева, Любовь Ивановна
- Тачмурадов, Нурмурад
- Ташмухамедов Муса (Айбек)
- Ташпулатов, Маркс Иззатович
- Твердохлеб, Екатерина Игнатьевна
- Телегин, Владимир Иванович
- Телешов, Василий Михайлович
- Теличенко, Михаил Иванович
- Темиргалиева, Каукар
- Тергеуова, Шайбала
- Терёхин, Валентин Гаврилович
- Тешабаева, Мунисхон
- Тимашёк, Василий Юльевич
- Тимошенко, Семён Константинович
- Титов, Виталий Николаевич
- Титов, Герман Степанович
- Титов, Михаил Иванович
- Титов, Фёдор Егорович
- Титова, Евдокия Ивановна
- Тихомиров, Борис Алексеевич
- Тихомирова, Клавдия Кузьминична
- Тихонов, Николай Александрович
- Тихонов, Николай Семёнович
- Тихонюк, Анна Ильинична
- Ткачук, Григорий Иванович
- Товпеко, Иван Тимофеевич
- Тока, Салчак Колбакхорекович
- Токарев, Александр Максимович
- Токтамысов, Салимгерей Токтамысович
- Толстик, Николай Афанасьевич
- Толстиков, Василий Сергеевич
- Толубеев, Никита Павлович
- Томберг, Елизавета Степановна
- Топорков, Владимир Трофимович
- Тофан, Евдокия Даниловна
- Третьяков, Трофим Кириллович
- Трофимов, Александр Степанович
- Трофимов, Георгий Алексеевич
- Тупик, Лидия Петровна
- Туполев, Андрей Николаевич
- Тургумбаев Кабидолла Кублан-Улы
- Турсун-заде, Мирзо
- Турсункулов Хамракул
- Тутаринов, Иван Васильевич
- Тхапсаев, Владимир Васильевич
- Тхилаишвили, Александр Дурсунович
- Тынурист, Эдгар Густавович
- Тюменцев, Гавриил Павлович
- Тяглов, Иван Иванович

## У
- Увачан Василий Николаевич
- Угрюмова, Маргарита Николаевна
- Узуйген, Александра Сундуйевна
- Улизко, Василий Иванович
- Уляшева, Нина Ивановна
- Умаров, Султан Умарович
- Умарова, Махбуба
- Умаханов Магомед-Салам Ильясович
- Умурзаков, Миликузи
- Ундуск, Иоганнес Александрович
- Ураев Пётр Васильевич
- Уразимбетов, Джумабай
- Урдушев, Гайбулла
- Урун-Ходжаев, Сайд-Ходжа
- Ус, Иван Спиридонович
- Устинов Дмитрий Фёдорович
- Усубалиев Турдакун Усубалиевич
- Уус, Ханс Хансович
- Ушакова, Ксения Афанасьевна

## Ф
- Файзуллаев, Хайрулло
- Федин, Константин Александрович
- Фёдоров, Алексей Фёдорович
- Фёдоров, Виктор Степанович
- Федосеев, Пётр Николаевич
- Федосеева, Любовь Арнольдовна
- Федюнинский, Иван Иванович
- Федяев, Павел Иванович
- Феоктистов, Сергей Петрович
- Ферин, Михаил Алексеевич
- Филиппов, Василий Родионович
- Филиппов, Дмитрий Тимофеевич
- Филиппова, Татьяна Филипповна
- Флорентьев, Леонид Яковлевич
- Фокин, Виталий Алексеевич
- Фолманис Жанис Карлович (Жан Грива)
- Фоменко, Александра Ульяновна

## Х
- Хабаров, Иван Тимофеевич
- Хайдакова, Салигат Гази-Магомедовна
- Хайруллин, Шейхи Шайхатарович
- Халилов, Захид Исмаил оглы
- Халилов, Омар
- Халилова, Анасы Хыдыр кызы
- Халявин, Сергей Яковлевич
- Хамурзиев, Хакяш Абдулович
- Харитон, Юлий Борисович
- Харламов, Михаил Аверкиевич
- Хачетлов, Мухамед Хажретович
- Хетагуров, Георгий Иванович
- Хикматов, Эргаш
- Хилькевич, Валентина Григорьевна
- Хитров, Степан Дмитриевич
- Ходулов, Дмитрий Фёдорович
- Хомасуридзе, Русудан Николаевна
- Хороля, Едайко Данилович
- Храмцов, Александр Иванович
- Хренников, Тихон Николаевич
- Хрущёв, Никита Сергеевич
- Хугаев, Алихан Кайтикоевич
- Худайбердыев, Нармахонмади Джураевич
- Худайкулова, Майрам
- Худосовцев Николай Михайлович
- Хусанов, Атакул

## Ц
- Цыбенко Константин Евстафьевич

## Ч
- Чарыев, Розымамед Алиевич
- Чебан, Иван Константинович
- Чеботарёв, Дмитрий Родионович
- Чеканова, Нина Игнатьевна
- Чепеленко Николай Николаевич
- Чепенене, Станислава Валентовна
- Чепулис, Повилас-Юргис Ионович
- Черкашина, Ксения Гаврильевна
- Чернаморян, Акоп Аршакович
- Чернецкий, Иван Андреевич
- Черниговский, Владимир Николаевич
- Чернолихов, Иван Алексеевич
- Чёрный Алексей Клементьевич
- Чернышёв Василий Ефимович
- Честикова, Нина Ивановна
- Чехлов, Василий Васильевич
- Чиаев Иосиф Семёнович
- Чикаберидзе, Григорий Иванович
- Чиковани, Аполлон Иванович
- Чиковани Михаил Герасимович
- Чоговадзе, Георгий Ираклиевич
- Чокин Шафик Чокинович
- Чугунов Иван Иванович
- Чуйков Василий Иванович
- Чуплинскиене, Фелиция Антоновна
- Чуприна, Анна Дмитриевна
- Чураев Виктор Михайлович
- Чуркина, Вера Николаевна
- Чхаидзе, Татьяна Нестеровна

## Ш
- Шавишвили, Кита Николаевич
- Шадыева, Зухро
- Шайдуллина, Ямниха Нурулловна
- Шайхелгалиев, Мирзагали Шайхелгалиевич
- Шаклеина, Валентина Ефремовна
- Шалгинов, Семён Егорович
- Шамсудинов, Фахредин Шамсудинович
- Шантуров, Анатолий Леонтьевич
- Шарафутдинов, Химайдин Шарафутдинович
- Шаревская, Елена Евгеньевна
- Шарипов, Исагали
- Шауро Василий Филимонович
- Шахабаев, Азимхан
- Шахназаров, Николай Самсонович
- Шахраманян, Рубен Тевосович
- Шверник Николай Михайлович
- Шевхужева, Мадина Османовна
- Шевченко, Александр Митрофанович
- Шевченко Владимир Васильевич
- Шевчук, Григорий Иванович
- Шелепин Александр Николаевич
- Шелест Пётр Ефимович
- Шелубцов, Виктор Васильевич
- Шеронова, Фаина Аксентьевна
- Шибаев Алексей Иванович
- Шинкевич, Василий Иванович
- Шипулин, Дмитрий Аркадьевич
- Широких, Фёдор Тимофеевич
- Шитиков Алексей Павлович
- Шишмаков, Иван Иванович
- Школьников Алексей Михайлович
- Шляков, Григорий Егорович
- Шмадченко, Екатерина Фёдоровна
- Шокин Александр Иванович
- Шолохов Михаил Александрович
- Шопина, Марина Емельяновна
- Шостакович Дмитрий Дмитриевич
- Штирбу, Александр Константинович
- Штыря, Николай Петрович
- Шубенко-Шубин, Леонид Александрович
- Шубина, Аграфена Михайловна
- Шуйский, Григорий Трофимович
- Шумаускас Мотеюс Юозович
- Шумилов, Василий Арсениевич
- Шумкин, Александр Павлович
- Шурыгин Виктор Александрович
- Шутова, Кира Васильевна

## Щ
- Щапов, Иннокентий Лаврентьевич
- Щеглов, Афанасий Фёдорович
- Щёлоков, Николай Анисимович
- Щербаков, Павел Андреевич
- Щербакова, Ирина Степановна
- Щербина, Борис Евдокимович
- Щербинин, Николай Антонович
- Щербицкий, Владимир Васильевич
- Щетинин, Семён Николаевич

## Э
- Эверстова, Мария Егоровна
- Эйхфельд, Иоган Гансович
- Энеди, Маркита Карловна
- Энилине, Бенно Хансович
- Эренбург, Илья Григорьевич
- Эрсарыев, Оразгельды

## Ю
- Юнак, Иван Харитонович
- Юнусов, Топчибай
- Юрченко, Любовь Егоровна
- Юсупов, Исмаил Абдурасулович
- Ютс, Иоханнес Янович

## Я
- Ягмурова, Курбансолтан
- Язвинская, Эмилия Иосифовна
- Якимук, Пётр Григорьевич
- Яковец, Иван Иванович
- Яковлев, Александр Сергеевич
- Яковлев, Иван Сергеевич
- Якубовский, Иван Игнатьевич
- Яранцева, Нина Евгеньевна
- Ярославцева, Александра Михайловна
- Ярыгин, Никита Еремеевич
- Яска, Элли Аугустовна
- Яснов, Михаил Алексеевич

## Доизбранные депутаты
- Бараев, Александр Иванович (доизбран 22.12.1963)[1]
- Белуха, Николай Андреевич (доизбран 05.04.1964)[1]
- Вадер, Артур Павлович (доизбран 21.03.1965)[2]
- Додонова, Ираида Михайловна (доизбрана 26.04.1964)[1]
- Захаров, Михаил Николаевич (доизбран 19.04.1964)[1]
- Перевязко, Василий Степанович (доизбран 26.04.1964)[1]
- Садыхов, Аллахверди Мамедсадых оглы (доизбран 27.12.1964)[2]
- Скоморохов, Николай Михайлович (доизбран 22.12.1963)[1]
- Чокин, Шафик Чокинович (доизбран 26.04.1964)[1]